# Takakiowe
Takakiowe (Takakiopsida) – klasa należąca do gromady mchów. Jest to jeden z bazalnych kladów (obok torfowców) w obrębie mchów, przy czym po odkryciu przez blisko pół wieku rośliny te uznawano za wątrobowce. Pewne cechy molekularne ich budowy (geny chloroplastowego DNA) są nawet wspólne z roślinami naczyniowymi, a różne od reszty mchów. Klasa ta obejmuje tylko dwa gatunki z rodzaju takakia Takakia S. Hattori & Inoue, z monotypowej rodziny Takakiaceae Stech & W.Frey i takiego samego rzędu Takakiales Stech & W.Frey. 
Rośliny te występują w północno-zachodniej części Ameryki Północnej oraz we wschodniej Azji – w Japonii, Chinach, Nepalu, Indiach i na Borneo. Wyróżniają się bardzo małą liczbą chromosomów – pokolenie diploidalne 2n ma ich tylko 4 lub 5 (w zależności od gatunku) oraz pojedynczymi chloroplastami w komórkach (spośród roślin wyższych tak samo jest tylko u glewików i widliczek).

## Morfologia

### Gametofit
Zróżnicowany jest na bezlistną część płożącą oraz wzniesione i ulistnione łodyżki. Gametofory tworzą jasnozielone, gęste darnie. Wzniesione łodyżki osiągają od 0,5 do 2 cm wysokości i są nierozgałęzione lub słabo rozgałęzione sympodialnie, z bezbarwnymi gałązkami wyrastającymi pod kątem ostrym lub prostym. Listki w dolnej części łodyżki rzadkie i bardzo drobne, wyżej większe i gęściej ułożone, nieregularnie lub w trzech rzędach. U Takakia ceratophylla listki składają się z czterech segmentów łączących się u nasady, a u Takakia lepidozioides zwykle z dwóch (rzadko inna liczba od jednego do czterech) i zwykle nie połączonych u nasady. Plemnie i rodnie powstają bocznie na łodyżce i nie zatrzymują jej wzrostu, mają pomarańczową lub pomarańczowobrązową barwę.

### Sporofit
Trzonek prosto wzniesiony o długości od 0,5 do 2,6 mm zwieńczony eliptycznie wydłużoną zarodnią osiągającą długość od 0,6 do 2,3 mm i szerokość od 0,3 do 0,5 mm. Początkowo sporofit jest zielony, dojrzewając brązowieje. Zarodnia pęka podłużną, lekko spiralnie skręconą szczeliną.

## Systematyka
Rodzaj takakia Takakia opisany został po raz pierwszy w 1958 i uznany za przedstawiciela prymitywnych wątrobowców. Dopiero analizy DNA na przełomie XX i XXI wieku pozwoliły uznać go za bliżej spokrewnionego z mchami, przy czym wstępnie rozważano pewne podobieństwa z naleźlinami Andreaeopsida, a później uznano za bliżej związane z torfowcami Sphagnopsida. Rodzaj zaklasyfikowany został do własnej klasy Takakiopsida w 2008, a nawet zaproponowano jego wyodrębnienie jako jednej z trzech podgromad mchów (jako Takakiophytina, sytuowanej obok Sphagnophytina i Bryophytina). Wciąż jednak ich pozycja systematyczna pozostaje niepewna.
Pozycja systematyczna Takakiopsida na drzewie filogenetycznym mchów
|  | Andreaeobryopsida       |
|  |                         |
|  | Andreaeopsida naleźliny |
|  |                         |

|  | Oedipodiopsida                                                               |
|  |                                                                              |
|  | \| \| Tetraphidopsida \| \| \| \| \| \| Polytrichopsida płonniki \| \| \| \| |
|  |                                                                              |
|  | Tetraphidopsida                                                              |
|  |                                                                              |
|  | Polytrichopsida płonniki                                                     |
|  |                                                                              |

|  | Tetraphidopsida          |
|  |                          |
|  | Polytrichopsida płonniki |
|  |                          |

|  | Oedipodiopsida                                                               |
|  |                                                                              |
|  | \| \| Tetraphidopsida \| \| \| \| \| \| Polytrichopsida płonniki \| \| \| \| |
|  |                                                                              |
|  | Tetraphidopsida                                                              |
|  |                                                                              |
|  | Polytrichopsida płonniki                                                     |
|  |                                                                              |

|  | Tetraphidopsida          |
|  |                          |
|  | Polytrichopsida płonniki |
|  |                          |

|  | Andreaeobryopsida       |
|  |                         |
|  | Andreaeopsida naleźliny |
|  |                         |

|  | Oedipodiopsida                                                               |
|  |                                                                              |
|  | \| \| Tetraphidopsida \| \| \| \| \| \| Polytrichopsida płonniki \| \| \| \| |
|  |                                                                              |
|  | Tetraphidopsida                                                              |
|  |                                                                              |
|  | Polytrichopsida płonniki                                                     |
|  |                                                                              |

|  | Tetraphidopsida          |
|  |                          |
|  | Polytrichopsida płonniki |
|  |                          |

|  | Oedipodiopsida                                                               |
|  |                                                                              |
|  | \| \| Tetraphidopsida \| \| \| \| \| \| Polytrichopsida płonniki \| \| \| \| |
|  |                                                                              |
|  | Tetraphidopsida                                                              |
|  |                                                                              |
|  | Polytrichopsida płonniki                                                     |
|  |                                                                              |

|  | Tetraphidopsida          |
|  |                          |
|  | Polytrichopsida płonniki |
|  |                          |

|  | Andreaeobryopsida       |
|  |                         |
|  | Andreaeopsida naleźliny |
|  |                         |

|  | Oedipodiopsida                                                               |
|  |                                                                              |
|  | \| \| Tetraphidopsida \| \| \| \| \| \| Polytrichopsida płonniki \| \| \| \| |
|  |                                                                              |
|  | Tetraphidopsida                                                              |
|  |                                                                              |
|  | Polytrichopsida płonniki                                                     |
|  |                                                                              |

|  | Tetraphidopsida          |
|  |                          |
|  | Polytrichopsida płonniki |
|  |                          |

|  | Oedipodiopsida                                                               |
|  |                                                                              |
|  | \| \| Tetraphidopsida \| \| \| \| \| \| Polytrichopsida płonniki \| \| \| \| |
|  |                                                                              |
|  | Tetraphidopsida                                                              |
|  |                                                                              |
|  | Polytrichopsida płonniki                                                     |
|  |                                                                              |

|  | Tetraphidopsida          |
|  |                          |
|  | Polytrichopsida płonniki |
|  |                          |

|  | Andreaeobryopsida       |
|  |                         |
|  | Andreaeopsida naleźliny |
|  |                         |

|  | Oedipodiopsida                                                               |
|  |                                                                              |
|  | \| \| Tetraphidopsida \| \| \| \| \| \| Polytrichopsida płonniki \| \| \| \| |
|  |                                                                              |
|  | Tetraphidopsida                                                              |
|  |                                                                              |
|  | Polytrichopsida płonniki                                                     |
|  |                                                                              |

|  | Tetraphidopsida          |
|  |                          |
|  | Polytrichopsida płonniki |
|  |                          |

|  | Oedipodiopsida                                                               |
|  |                                                                              |
|  | \| \| Tetraphidopsida \| \| \| \| \| \| Polytrichopsida płonniki \| \| \| \| |
|  |                                                                              |
|  | Tetraphidopsida                                                              |
|  |                                                                              |
|  | Polytrichopsida płonniki                                                     |
|  |                                                                              |

|  | Tetraphidopsida          |
|  |                          |
|  | Polytrichopsida płonniki |
|  |                          |

|  | Andreaeobryopsida       |
|  |                         |
|  | Andreaeopsida naleźliny |
|  |                         |

|  | Oedipodiopsida                                                               |
|  |                                                                              |
|  | \| \| Tetraphidopsida \| \| \| \| \| \| Polytrichopsida płonniki \| \| \| \| |
|  |                                                                              |
|  | Tetraphidopsida                                                              |
|  |                                                                              |
|  | Polytrichopsida płonniki                                                     |
|  |                                                                              |

|  | Tetraphidopsida          |
|  |                          |
|  | Polytrichopsida płonniki |
|  |                          |

|  | Oedipodiopsida                                                               |
|  |                                                                              |
|  | \| \| Tetraphidopsida \| \| \| \| \| \| Polytrichopsida płonniki \| \| \| \| |
|  |                                                                              |
|  | Tetraphidopsida                                                              |
|  |                                                                              |
|  | Polytrichopsida płonniki                                                     |
|  |                                                                              |

|  | Tetraphidopsida          |
|  |                          |
|  | Polytrichopsida płonniki |
|  |                          |

|  | Andreaeobryopsida       |
|  |                         |
|  | Andreaeopsida naleźliny |
|  |                         |

|  | Oedipodiopsida                                                               |
|  |                                                                              |
|  | \| \| Tetraphidopsida \| \| \| \| \| \| Polytrichopsida płonniki \| \| \| \| |
|  |                                                                              |
|  | Tetraphidopsida                                                              |
|  |                                                                              |
|  | Polytrichopsida płonniki                                                     |
|  |                                                                              |

|  | Tetraphidopsida          |
|  |                          |
|  | Polytrichopsida płonniki |
|  |                          |

|  | Oedipodiopsida                                                               |
|  |                                                                              |
|  | \| \| Tetraphidopsida \| \| \| \| \| \| Polytrichopsida płonniki \| \| \| \| |
|  |                                                                              |
|  | Tetraphidopsida                                                              |
|  |                                                                              |
|  | Polytrichopsida płonniki                                                     |
|  |                                                                              |

|  | Tetraphidopsida          |
|  |                          |
|  | Polytrichopsida płonniki |
|  |                          |

|  | Andreaeobryopsida       |
|  |                         |
|  | Andreaeopsida naleźliny |
|  |                         |

|  | Oedipodiopsida                                                               |
|  |                                                                              |
|  | \| \| Tetraphidopsida \| \| \| \| \| \| Polytrichopsida płonniki \| \| \| \| |
|  |                                                                              |
|  | Tetraphidopsida                                                              |
|  |                                                                              |
|  | Polytrichopsida płonniki                                                     |
|  |                                                                              |

|  | Tetraphidopsida          |
|  |                          |
|  | Polytrichopsida płonniki |
|  |                          |

|  | Oedipodiopsida                                                               |
|  |                                                                              |
|  | \| \| Tetraphidopsida \| \| \| \| \| \| Polytrichopsida płonniki \| \| \| \| |
|  |                                                                              |
|  | Tetraphidopsida                                                              |
|  |                                                                              |
|  | Polytrichopsida płonniki                                                     |
|  |                                                                              |

|  | Tetraphidopsida          |
|  |                          |
|  | Polytrichopsida płonniki |
|  |                          |

|  | Andreaeobryopsida       |
|  |                         |
|  | Andreaeopsida naleźliny |
|  |                         |

|  | Oedipodiopsida                                                               |
|  |                                                                              |
|  | \| \| Tetraphidopsida \| \| \| \| \| \| Polytrichopsida płonniki \| \| \| \| |
|  |                                                                              |
|  | Tetraphidopsida                                                              |
|  |                                                                              |
|  | Polytrichopsida płonniki                                                     |
|  |                                                                              |

|  | Tetraphidopsida          |
|  |                          |
|  | Polytrichopsida płonniki |
|  |                          |

|  | Oedipodiopsida                                                               |
|  |                                                                              |
|  | \| \| Tetraphidopsida \| \| \| \| \| \| Polytrichopsida płonniki \| \| \| \| |
|  |                                                                              |
|  | Tetraphidopsida                                                              |
|  |                                                                              |
|  | Polytrichopsida płonniki                                                     |
|  |                                                                              |

|  | Tetraphidopsida          |
|  |                          |
|  | Polytrichopsida płonniki |
|  |                          |

Podział klasy Takakiopsida
Klasa dzieli się następująco: 
- rząd Takakiales Stech & W.Frey, 2008
  - rodzina Takakiaceae Stech & W.Frey, 2008
    - rodzaj Takakia S. Hattori & Inoue, J. Hattori Bot. Lab. 19: 133. 1958
      - Takakia ceratophylla (Mitt.) Grolle
      - Takakia lepidozioides S. Hatt. & Inoue.